# George Bello
George Bello, né le 22 janvier 2002 à Abuja, est un joueur américain de soccer qui évolue au poste d'arrière gauche à LASK.

## Biographie

### Enfance et formations
Né à Abuja, au Nigeria, Bello déménage avec sa famille à Douglasville, en Géorgie, à l'âge d'un an. Passé par la Southern Soccer Academy, une filiale américaine du club anglais de Chelsea, Bello joue ensuite pendant cinq ans pour l'Alpharetta Ambush, avant de rejoindre en 2016 l'Atlanta United FC, qui est alors sur le point d'intégrer la compétition nord-américaine de la Major League Soccer.

### Carrière en club

#### Atlanta United (2018-2021)
Le 2 septembre 2018, Bello fait ses débuts pour l'équipe senior d'Atlanta United lors d'un match de Major League Soccer contre le DC United, entrant en jeu à la 76e minute à la place d'Héctor Villalba. Il prend ensuite part aux phases finales de la MLS 2018, où l'Atlanta United FC glane son premier titre, dans ce qui est seulement sa deuxième saison dans la compétition.
S'imposant comme titulaire sur le côté gauche de la défense au cours des saisons suivantes, notamment en 2020 sous l'égide de Stephen Glass, il est nommé en octobre 2020 dans les 22 Under 22, les 22 meilleurs moins de 22 ans de la Major League Soccer.

### Carrière en sélection
Bello est international américain avec les moins de 15 ans, où il s'illustre notamment lors de leur victoire au Torneo Delle Nazioni en 2017.
Avec l'équipe des moins de 17 ans, Bello participe à la Coupe du monde junior de la catégorie en octobre 2019. Lors de ce mondial organisé au Brésil, il joue deux matchs. Avec un bilan d'un nul et deux défaites, les jeunes américains ne dépassent pas le premier tour du mondial.
Le 1er juillet 2021, il est retenu dans la liste des vingt-trois joueurs américains sélectionnés par Gregg Berhalter pour disputer la Gold Cup 2021.

## Palmarès
Atlanta United
- Vainqueur de la Coupe MLS en 2018
- Vainqueur de la Coupe des États-Unis en 2019

 États-Unis
- Vainqueur de la Gold Cup en 2021